# Hongarije op het Europees kampioenschap voetbal 2016
Hongarije was een van de deelnemende landen aan het Europees kampioenschap voetbal 2016 in Frankrijk. Het was de derde deelname voor het land, de eerste sinds het EK 1972. Hongarije werd in de achtste finale uitgeschakeld door België.

## Kwalificatie
Hongarije begon op 7 september 2014 met een thuiswedstrijd aan de kwalificatiecampagne. De Hongaren gingen met 1-2 onderuit tegen Noord-Ierland. De Hongaren kwamen eerst op voorsprong na een goal van Tamás Priskin, maar in de laatste tien minuten scoorden de Noord-Ieren nog via Niall McGinn en Kyle Lafferty. Een maand later moest Hongarije op bezoek bij Roemenië. Roemenië kwam op slag van rust op voorsprong via Raul Rusescu. Acht minuten voor tijd maakte Balázs Dzsudzsák gelijk en legde zo de 1-1 eindstand vast. Enkele dagen later volgde een nieuwe uitwedstrijd in en tegen Faeröer. De wedstrijd werd gewonnen met 0-1 dankzij een goal van Ádám Szalai. Op 14 november 2014 volgde de thuiswedstrijd tegen Finland. De Hongaren wonnen opnieuw met een doelpunt verschil na een goal van Zoltán Gera.
De volgende wedstrijd vond pas plaats op 29 maart 2015. De Hongaren ontvingen Griekenland. De wedstrijd eindigde op 0-0. Op 13 juni 2015 ging Hongarije op bezoek bij de Finnen. Voor de derde keer wonnen de Hongaren de wedstrijd met een goal verschil, na een late voltreffer van Zoltán Stieber. Een maand later stapte bondscoach Pál Dárdai op om hoofdtrainer te kunnen worden bij Hertha BSC en werd de Duitser Bernd Storck aangesteld als zijn opvolger.
Begin september 2015 volgden twee belangrijke wedstrijden tegen de twee koplopers van de groep: thuis tegen de Roemenen (0-0) en uit bij de Noord-Ieren (1-1). De match in Noord-Ierland leek op winst uit te draaien na een goal van Richárd Guzmics, maar in de toegevoegde tijd wist Lafferty de gelijkmaker te scoren, hoewel de Noord-Ieren op het laatst nog met zijn tienen overbleven.
Op 8 oktober 2015 speelden de Hongaren hun voorlaatste kwalificatiewedstrijd thuis tegen de Faeröer. Faeröer kwam al vroeg op voorsprong via Róaldur Jakobsen, maar twee goals van Dániel Böde hielden de drie punten thuis. Voor hun laatste wedstrijd gingen de Hongaren op bezoek bij de Grieken. De spektakelmatch eindigde in het voordeel van de Grieken met 4-3. Voor Hongarije scoorden Gergő Lovrencsics en Krisztián Németh (2x).
Hongarije eindigde op de derde plaats, waardoor het in november 2015 nog twee barragewedstrijden moest spelen tegen Noorwegen. De heenwedstrijd in Oslo eindigde op 0-1 na een treffer van László Kleinheisler halverwege de eerste helft. In Boedapest maakte Hongarije de klus af. Priskin maakte de 1-0 vroeg in de eerste helft. Een owngoal van Markus Henriksen in de 84ste minuut zette Hongarije helemaal op rozen. De late aansluitingstreffer van diezelfde Henriksen kon dan ook niet meer baten. Zo kwalificeerde Hongarije zich voor het EK 2016 en mag voor het eerst sinds 1972 nog eens op het Europese eindtoernooi spelen.

### Kwalificatieduels
| 7 september 2014 | Hongarije     | 1 – 2 | Noord-Ierland |
| 11 oktober 2014  | Roemenië      | 1 – 1 | Hongarije     |
| 14 oktober 2014  | Faeröer       | 0 – 1 | Hongarije     |
| 14 november 2014 | Hongarije     | 1 – 0 | Finland       |
| 29 maart 2015    | Hongarije     | 0 – 0 | Griekenland   |
| 13 juni 2015     | Finland       | 0 – 1 | Hongarije     |
| 4 september 2015 | Hongarije     | 0 – 0 | Roemenië      |
| 7 september 2015 | Noord-Ierland | 1 – 1 | Hongarije     |
| 8 oktober 2015   | Hongarije     | 2 – 1 | Faeröer       |
| 11 oktober 2015  | Griekenland   | 4 – 3 | Hongarije     |

### Stand groep F
| Pos | Land          | Wed | Win | Gel | Ver | DV | DT | +/- | Pnt |
| --- | ------------- | --- | --- | --- | --- | -- | -- | --- | --- |
| 1   | Noord-Ierland | 10  | 6   | 3   | 1   | 16 | 8  | +8  | 21  |
| 2   | Roemenië      | 10  | 5   | 5   | 0   | 11 | 2  | +9  | 20  |
| 3   | Hongarije     | 10  | 4   | 4   | 2   | 11 | 9  | +2  | 16  |
| 4   | Finland       | 10  | 3   | 3   | 4   | 9  | 10 | –1  | 12  |
| 5   | Faeröer       | 10  | 2   | 0   | 8   | 6  | 17 | -11 | 6   |
| 6   | Griekenland   | 10  | 1   | 3   | 6   | 7  | 14 | –7  | 6   |

### Play-off
| 12 november 2015 | Noorwegen | 0 – 1 | Hongarije |
| 15 november 2015 | Hongarije | 2 – 1 | Noorwegen |

## EK-voorbereiding

### Wedstrijden
|                                                |               |       |               |                                                                    |
| 26 maart 2016 «onderlinge duels» 18:00 (UTC+1) | Hongarije     | 1 – 1 | Kroatië       | Groupama Arena, Boedapest Scheidsrechter: Radek Příhoda (Tsjechië) |
| 26 maart 2016 «onderlinge duels» 18:00 (UTC+1) | Dzsudzsák 79' |       | 18' Mandžukić | Groupama Arena, Boedapest Scheidsrechter: Radek Příhoda (Tsjechië) |

|                                              |           |       |           |                                                                   |
| 20 mei 2016 «onderlinge duels» 18:00 (UTC+2) | Hongarije | 0 – 0 | Ivoorkust | Groupama Arena, Boedapest Scheidsrechter: Vlado Glođović (Servië) |
| 20 mei 2016 «onderlinge duels» 18:00 (UTC+2) |           |       |           | Groupama Arena, Boedapest Scheidsrechter: Vlado Glođović (Servië) |

|                                              |                            |       |           |                                                                            |
| 4 juni 2016 «onderlinge duels» 19:00 (UTC+2) | Duitsland                  | 2 – 0 | Hongarije | Veltins-Arena, Gelsenkirchen Scheidsrechter: Martin Strömbergsson (Zweden) |
| 4 juni 2016 «onderlinge duels» 19:00 (UTC+2) | Lang 39' (e.d.) Müller 63' |       |           | Veltins-Arena, Gelsenkirchen Scheidsrechter: Martin Strömbergsson (Zweden) |

## Het Europees kampioenschap
De loting vond op 12 december 2015 plaats in Parijs. Hongarije werd ondergebracht in groep F, samen met Portugal, IJsland en Oostenrijk.
Hongarije won het eerste groepsduel met 2-0 van Oostenrijk. Ádám Szalai kwam na een pass van László Kleinheisler in de 62e minuut alleen voor doelman Robert Almer te staan en schoot vandaaruit de 1-0 binnen. Vier minuten later kreeg Aleksandar Dragović zijn tweede gele kaart na doorgaan op Tamás Kádár en moest Oostenrijk met tien man verder. Vlak voor tijd maakte invaller Zoltán Stieber 2-0. Nadat de eveneens ingevallen Tamás Priskin hem in een counter richting het Oostenrijks strafschopgebied stuurde, stifte hij de bal over Almer. Doelman Gábor Király werd tijdens deze wedstrijd de oudste speler ooit op een EK. Hij begon die dag op een leeftijd van 40 jaar en 74 dagen aan het duel en onttroonde daarmee Lothar Matthäus als recordhouder. Hongarije speelde vier dagen later met 1-1 gelijk tegen IJsland. De IJslanders kwamen in de 39e minuut op voorsprong nadat het Király niet lukte om een hoekschop van Jóhann Berg Guðmundsson vast te houden. Ragnar Sigurðsson kopte de bal daarop voor de voeten van Aron Gunnarsson, waarna Tamás Kádár die neerlegde en een strafschop veroorzaakte. Gylfi Sigurðsson verzilverde de penalty. Drie minuten voor tijd kwam de eindstand op het bord. Nemanja Nikolić gaf een voorzet van rechts. Birkir Már Sævarsson probeerde de bal te onderscheppen voor invaller Dániel Böde erbij kon, maar werkte die daarbij in eigen doel.
Dankzij het onderling resultaat tegen Oostenrijk en ontwikkelingen in andere poules, wist Hongarije een dag voor aanvang van de derde groepswedstrijd al dat het in ieder geval doorging naar de achtste finales. Afhankelijk van de uitslag tegen het nog niet geplaatste Portugal, kon dat alleen nog als groepswinnaar, nummer twee of als een van de vier beste nummers drie van het toernooi gebeuren. Het werd 3-3. Hongarije kwam drie keer voor en Portugal maakte drie keer gelijk. De eerste voorsprong kwam er in de 19e minuut. Cristiano Ronaldo kopte een corner van Balázs Dzsudzsák weg, waarna Nani de bal met het hoofd verlengde. Hierdoor kwam die voor de voeten van Zoltán Gera, die de bal van buiten het strafschopgebied in de rechterbenedenhoek schoot. Nani maakte een paar minuten voor rust gelijk. Hij verscheen op aangeven van Ronaldo links voor het Hongaarse doel op en passeerde Király in de korte hoek. Dzsudzsák zette Hongarije in de 47e minuut op 2-1. Hij nam een vrije trap rechts voor het Portugese doel, die via de bovenarm van verdediger André Gomes voorbij doelman Rui Patrício ging. Ronaldo maakte drie minuten later weer gelijk. Na een voorzet van João Mário tikte hij de bal met zijn rechterhak achter zijn standbeen langs in het Hongaarse doel. De 3-2 voor Hongarije begon opnieuw bij een vrije trap van Dzsudzsák. Die schoot hij ditmaal eerst tegen Ronaldo aan, maar de bal stuitte terug voor zijn voeten. Zijn tweede schot ging deze keer via het been van Nani het Portugese doel in. Het laatste doelpunt kwam opnieuw op naam van Ronaldo, die in de 62e minuut een voorzet van links van invaller Ricardo Quaresma inkopte. Door dit gelijkspel bleef Hongarije IJsland op basis van het onderlinge resultaat voor en won het groep F.
De Hongaren namen het in hun achtste finale op tegen België, de nummer twee van groep E. Dat kwam in de tiende minuut met 0-1 voor. Kevin De Bruyne schoot een vrije trap vanaf links hoog voor het doel, Toby Alderweireld kopte in. België verdubbelde de score in de 78e minuut. Dzsudzsák kopte een corner van De Bruyne van rechts het strafschopgebied uit, waardoor die voor de voeten van Eden Hazard viel. Hij speelde zichzelf vrij aan de linkerkant en gaf vervolgens een lage voorzet voor het doel. Invaller Michy Batshuayi tikte de bal daarna vanaf de rand van het doelgebied rechts langs Király. Een dikke minuut later maakte Hazard zelf 0-3. Na een aanval van de Hongaren zette België een counter op. De eveneens ingevallen Yannick Carrasco speelde De Bruyne aan, die Hazard over de linkerkant van het veld wegstuurde. Die negeerde deze keer zijn meegelopen teamgenoten en sneed naar binnen, waarna hij de bal vanaf de rand van het strafschopgebied in de rechterbenedenhoek schoot. België maakte in de blessuretijd nog een vierde doelpunt. Ádám Nagy speelde op het middenveld per ongeluk tegenstander Axel Witsel aan, die de bal direct naar voren naar Radja Nainggolan schoot. Hij gaf een steekpass tussen Ádám Lang en Richárd Guzmics door en zette daarmee Carrasco op links alleen voor Király. Hij schoot in de korte hoek raak: 0-4. Daarmee zat het toernooi er voor Hongarije op.

### Uitrustingen
| Thuis | Uit | Alternatief | Doelman |

### Technische staf
|                   |                     |
| Functie           | Naam                |
| Bondscoach        | Bernd Storck (foto) |
| Assistent-coach   | Andreas Möller      |
| Assistent-coach   | Zoltán Szélesi      |
| Keeperstrainer    | Holger Gehrke       |
| Technisch manager | József Bazsánt      |
| Dokter            | Gergely Pánics      |

### Selectie en statistieken
| Nr. | Naam                | Geboortedatum | GW |   |   |   |   |   |   | Club                 | Positie(s) |
| --- | ------------------- | ------------- | -- | - | - | - | - | - | - | -------------------- | ---------- |
| 1   | Gábor Király        | 01-04-1976    | 4  | 0 | 0 | 0 | 0 | 0 | 0 | Szombathelyi Haladás | GK         |
| 2   | Ádám Lang           | 17-01-1993    | 4  | 0 | 1 | 0 | 0 | 0 | 0 | Videoton             | CB         |
| 3   | Mihály Korhut       | 01-12-1988    | 1  | 0 | 0 | 0 | 0 | 0 | 0 | Debrecen             | LB         |
| 4   | Tamás Kádár         | 14-03-1990    | 3  | 0 | 2 | 0 | 0 | 0 | 0 | Lech Poznań          | CB, LB     |
| 5   | Attila Fiola        | 17-02-1990    | 1  | 0 | 0 | 0 | 0 | 0 | 0 | Puskás Akadémia      | RB         |
| 6   | Ákos Elek           | 21-07-1988    | 2  | 0 | 1 | 0 | 0 | 1 | 0 | Diósgyőr             | DM         |
| 7   | Balázs Dzsudzsák    | 23-12-1986    | 4  | 2 | 1 | 0 | 0 | 0 | 0 | Bursaspor            | RW, LW     |
| 8   | Ádám Nagy           | 17-06-1995    | 3  | 0 | 1 | 0 | 0 | 0 | 0 | Ferencváros          | DM, CM     |
| 9   | Ádám Szalai         | 09-12-1987    | 4  | 1 | 1 | 0 | 0 | 1 | 2 | Hannover 96          | CF         |
| 10  | Zoltán Gera         | 22-04-1979    | 4  | 1 | 1 | 0 | 0 | 0 | 2 | Ferencváros          | AM, CM     |
| 11  | Krisztián Németh    | 05-01-1989    | 2  | 0 | 1 | 0 | 0 | 1 | 1 | Al-Gharafa           | CF, RW, LW |
| 12  | Dénes Dibusz        | 16-11-1990    | 0  | 0 | 0 | 0 | 0 | 0 | 0 | Ferencváros          | GK         |
| 13  | Dániel Böde         | 24-10-1986    | 2  | 0 | 0 | 0 | 0 | 2 | 0 | Ferencváros          | CF         |
| 14  | Gergő Lovrencsics   | 01-09-1988    | 2  | 0 | 0 | 0 | 0 | 0 | 1 | Lech Poznań          | RB, RW     |
| 15  | László Kleinheisler | 08-04-1994    | 2  | 0 | 1 | 0 | 0 | 0 | 1 | Werder Bremen        | AM, LW, RW |
| 16  | Ádám Pintér         | 12-06-1988    | 3  | 0 | 0 | 0 | 0 | 1 | 1 | Ferencváros          | CB, DM     |
| 17  | Nemanja Nikolić     | 31-12-1987    | 2  | 0 | 0 | 0 | 0 | 2 | 0 | Legia Warschau       | CF         |
| 18  | Zoltán Stieber      | 16-10-1988    | 3  | 1 | 0 | 0 | 0 | 2 | 1 | FC Nürnberg          | LW, RW, AM |
| 19  | Tamás Priskin       | 27-09-1986    | 2  | 0 | 0 | 0 | 0 | 1 | 1 | Slovan Bratislava    | CF, LW     |
| 20  | Richárd Guzmics     | 16-04-1987    | 4  | 0 | 1 | 0 | 0 | 0 | 0 | Wisła Kraków         | CB         |
| 21  | Barnabás Bese       | 06-05-1994    | 1  | 0 | 0 | 0 | 0 | 1 | 0 | MTK Hungária         | RB         |
| 22  | Péter Gulácsi       | 11-05-1992    | 0  | 0 | 0 | 0 | 0 | 0 | 0 | RB Leipzig           | GK         |
| 23  | Roland Juhász       | 01-07-1983    | 3  | 0 | 1 | 0 | 0 | 0 | 2 | Videoton             | CB         |

### Wedstrijden
| Nr. | Land       | GW | W | G | V | DV | DT | DS | Ptn |
| --- | ---------- | -- | - | - | - | -- | -- | -- | --- |
| 1   | Hongarije  | 3  | 1 | 2 | 0 | 6  | 4  | +2 | 5   |
| 2   | IJsland    | 3  | 1 | 2 | 0 | 4  | 3  | +1 | 5   |
| 3   | Portugal   | 3  | 0 | 3 | 0 | 4  | 4  | 0  | 3   |
| 4   | Oostenrijk | 3  | 0 | 1 | 2 | 1  | 4  | -3 | 1   |

#### Groepsfase
|                                               |            |                        |           |                                                                                                  |
| 14 juni 2016 «onderlinge duels» 18:00 (UTC+2) | Oostenrijk | 0 – 2                  | Hongarije | Nouveau Stade Bordeaux, Bordeaux Toeschouwers: 34.424 Scheidsrechter: Clément Turpin (Frankrijk) |
| 14 juni 2016 «onderlinge duels» 18:00 (UTC+2) |            | 62' Szalai 87' Stieber |           | Nouveau Stade Bordeaux, Bordeaux Toeschouwers: 34.424 Scheidsrechter: Clément Turpin (Frankrijk) |

| Oostenrijk | Hongarije |

| Oostenrijk:    |    |                       |         |
|                |    |                       |         |
| GK             | 1  | Robert Almer          |         |
| RB             | 17 | Florian Klein         |         |
| CB             | 3  | Aleksandar Dragović   | 33' 66' |
| CB             | 4  | Martin Hinteregger    |         |
| LB             | 5  | Christian Fuchs       |         |
| CM             | 14 | Julian Baumgartlinger |         |
| CM             | 8  | David Alaba           |         |
| RW             | 11 | Martin Harnik         | 78'     |
| AM             | 10 | Zlatko Junuzović      | 60'     |
| LW             | 7  | Marko Arnautović      |         |
| CF             | 21 | Marc Janko            | 65'     |
| Wisselspelers: |    |                       |         |
| MF             | 20 | Marcel Sabitzer       | 60'     |
| FW             | 9  | Rubin Okotie          | 65'     |
| MF             | 18 | Alessandro Schöpf     | 78'     |
| Coach:         |    |                       |         |
| Marcel Koller  |    |                       |         |

| Hongarije:     |    |                     |         |
|                |    |                     |         |
| GK             | 1  | Gábor Király        |         |
| RB             | 5  | Attila Fiola        |         |
| CB             | 20 | Richárd Guzmics     |         |
| CB             | 2  | Ádám Lang           |         |
| LB             | 4  | Tamás Kádár         |         |
| CM             | 8  | Ádám Nagy           |         |
| CM             | 10 | Zoltán Gera         |         |
| RW             | 11 | Krisztián Németh    | 80' 89' |
| AM             | 15 | László Kleinheisler | 79'     |
| LW             | 7  | Balázs Dzsudzsák    |         |
| CF             | 9  | Ádám Szalai         | 69'     |
| Wisselspelers: |    |                     |         |
| FW             | 19 | Tamás Priskin       | 69'     |
| MF             | 18 | Zoltán Stieber      | 79'     |
| DF             | 16 | Ádám Pintér         | 89'     |
| Coach:         |    |                     |         |
| Bernd Storck   |    |                     |         |

Man van de wedstrijd:

 László Kleinheisler

|                                               |                          |       |                      |                                                                                           |
| 18 juni 2016 «onderlinge duels» 18:00 (UTC+2) | IJsland                  | 1 – 1 | Hongarije            | Stade Vélodrome, Marseille Toeschouwers: 60.842 Scheidsrechter: Sergej Karasjov (Rusland) |
| 18 juni 2016 «onderlinge duels» 18:00 (UTC+2) | G. Sigurðsson 39' (pen.) |       | 87' (e.d.) Sævarsson | Stade Vélodrome, Marseille Toeschouwers: 60.842 Scheidsrechter: Sergej Karasjov (Rusland) |

| IJsland | Hongarije |

| IJsland:                           |    |                         |         |
|                                    |    |                         |         |
| GK                                 | 1  | Hannes Þór Halldórsson  |         |
| RB                                 | 2  | Birkir Már Sævarsson    | 77'     |
| CB                                 | 14 | Kári Árnason            |         |
| CB                                 | 6  | Ragnar Sigurðsson       |         |
| LB                                 | 23 | Ari Freyr Skúlason      |         |
| RW                                 | 7  | Jóhann Berg Guðmundsson | 42'     |
| CM                                 | 17 | Aron Gunnarsson         | 66'     |
| CM                                 | 10 | Gylfi Sigurðsson        |         |
| LW                                 | 8  | Birkir Bjarnason        |         |
| CF                                 | 15 | Jón Daði Böðvarsson     | 69'     |
| CF                                 | 9  | Kolbeinn Sigþórsson     | 84'     |
| Wisselspelers:                     |    |                         |         |
| MF                                 | 20 | Emil Hallfreðsson       | 66'     |
| FW                                 | 11 | Alfreð Finnbogason      | 69' 74' |
| FW                                 | 22 | Eiður Guðjohnsen        | 84'     |
| Coach:                             |    |                         |         |
| Lars Lagerbäck Heimir Hallgrímsson |    |                         |         |

| Hongarije:     |    |                     |       |
|                |    |                     |       |
| GK             | 1  | Gábor Király        |       |
| RB             | 2  | Ádám Lang           |       |
| CB             | 23 | Roland Juhász       | 85'   |
| CB             | 20 | Richárd Guzmics     |       |
| LB             | 4  | Tamás Kádár         | 81'   |
| CM             | 8  | Ádám Nagy           | 90+1' |
| CM             | 10 | Zoltán Gera         |       |
| RW             | 7  | Balázs Dzsudzsák    |       |
| AM             | 15 | László Kleinheisler | 83'   |
| LW             | 18 | Zoltán Stieber      | 67'   |
| CF             | 19 | Tamás Priskin       | 67'   |
| Wisselspelers: |    |                     |       |
| FW             | 13 | Dániel Böde         | 67'   |
| FW             | 17 | Nemanja Nikolić     | 67'   |
| FW             | 9  | Ádám Szalai         | 85'   |
| Coach:         |    |                     |       |
| Bernd Storck   |    |                     |       |

Man van de wedstrijd:

 Kolbeinn Sigþórsson

|                                               |                             |       |                           |                                                                                          |
| 22 juni 2016 «onderlinge duels» 18:00 (UTC+2) | Hongarije                   | 3 – 3 | Portugal                  | Stade des Lumières, Lyon Toeschouwers: 55.514 Scheidsrechter: Martin Atkinson (Engeland) |
| 22 juni 2016 «onderlinge duels» 18:00 (UTC+2) | Gera 19' Dzsudzsák 47', 55' |       | 42' Nani 50', 62' Ronaldo | Stade des Lumières, Lyon Toeschouwers: 55.514 Scheidsrechter: Martin Atkinson (Engeland) |

| Hongarije | Portugal |

| Hongarije:     |    |                   |         |
|                |    |                   |         |
| GK             | 1  | Gábor Király      |         |
| RB             | 2  | Ádám Lang         |         |
| CB             | 23 | Roland Juhász     | 28'     |
| CB             | 20 | Richárd Guzmics   | 13'     |
| LB             | 3  | Mihály Korhut     |         |
| CM             | 6  | Ákos Elek         |         |
| CM             | 10 | Zoltán Gera       | 34' 46' |
| RW             | 14 | Gergő Lovrencsics | 83'     |
| AM             | 16 | Ádám Pintér       |         |
| LW             | 7  | Balázs Dzsudzsák  | 56'     |
| CF             | 9  | Ádám Szalai       | 71'     |
| Wisselspelers: |    |                   |         |
| DF             | 21 | Barnabás Bese     | 46'     |
| FW             | 11 | Krisztián Németh  | 71'     |
| MF             | 18 | Zoltán Stieber    | 83'     |
| Coach:         |    |                   |         |
| Bernd Storck   |    |                   |         |

| Portugal:       |    |                   |     |
|                 |    |                   |     |
| GK              | 1  | Rui Patrício      |     |
| RB              | 11 | Vieirinha         |     |
| CB              | 3  | Pepe              |     |
| CB              | 6  | Ricardo Carvalho  |     |
| LB              | 19 | Eliseu            |     |
| RW              | 10 | João Mário        |     |
| CM              | 14 | William Carvalho  |     |
| CM              | 8  | João Moutinho     | 46' |
| LW              | 15 | André Gomes       | 61' |
| CF              | 17 | Nani              | 81' |
| CF              | 7  | Cristiano Ronaldo |     |
| Wisselspelers:  |    |                   |     |
| MF              | 16 | Renato Sanches    | 46' |
| MF              | 20 | Ricardo Quaresma  | 61' |
| MF              | 13 | Danilo Pereira    | 81' |
| Coach:          |    |                   |     |
| Fernando Santos |    |                   |     |

Man van de wedstrijd:

 Cristiano Ronaldo

#### Achtste finale
|                                               |           |                                                             |        |                                                                                         |
| 26 juni 2016 «onderlinge duels» 21:00 (UTC+2) | Hongarije | 0 – 4                                                       | België | Stadium Municipal, Toulouse Toeschouwers: 38.921 Scheidsrechter: Milorad Mažić (Servië) |
| 26 juni 2016 «onderlinge duels» 21:00 (UTC+2) |           | 10' Alderweireld 78' Batshuayi 79' E. Hazard 90+1' Carrasco |        | Stadium Municipal, Toulouse Toeschouwers: 38.921 Scheidsrechter: Milorad Mažić (Servië) |

| Hongarije | België |

| Hongarije:     |    |                   |         |
|                |    |                   |         |
| GK             | 1  | Gábor Király      |         |
| RB             | 2  | Ádám Lang         | 47'     |
| CB             | 23 | Roland Juhász     | 80'     |
| CB             | 20 | Richárd Guzmics   |         |
| LB             | 4  | Tamás Kádár       | 34'     |
| CM             | 8  | Ádám Nagy         |         |
| CM             | 10 | Zoltán Gera       | 46'     |
| RW             | 14 | Gergő Lovrencsics |         |
| AM             | 16 | Ádám Pintér       | 75'     |
| LW             | 7  | Balázs Dzsudzsák  |         |
| CF             | 9  | Ádám Szalai       | 90+2'   |
| Wisselspelers: |    |                   |         |
| MF             | 6  | Ákos Elek         | 46' 61' |
| FW             | 17 | Nemanja Nikolić   | 75'     |
| FW             | 13 | Dániel Böde       | 80'     |
| Coach:         |    |                   |         |
| Bernd Storck   |    |                   |         |

| België:        |    |                   |           |
|                |    |                   |           |
| GK             | 1  | Thibaut Courtois  |           |
| RB             | 16 | Thomas Meunier    |           |
| CB             | 2  | Toby Alderweireld |           |
| CB             | 3  | Thomas Vermaelen  | 67'       |
| LB             | 5  | Jan Vertonghen    |           |
| CM             | 4  | Radja Nainggolan  |           |
| CM             | 6  | Axel Witsel       |           |
| RW             | 14 | Dries Mertens     | 70'       |
| AM             | 7  | Kevin De Bruyne   |           |
| LW             | 10 | Eden Hazard       | 81'       |
| CF             | 9  | Romelu Lukaku     | 76'       |
| Wisselspelers: |    |                   |           |
| MF             | 11 | Yannick Carrasco  | 70'       |
| FW             | 22 | Michy Batshuayi   | 76' 89'   |
| MF             | 8  | Marouane Fellaini | 81' 90+2' |
| Coach:         |    |                   |           |
| Marc Wilmots   |    |                   |           |

Man van de wedstrijd:

 Eden Hazard
MLSZ · A-internationals · Selecties · Bondscoaches · Hongaars vrouwenelftal · Olympisch elftal · Hongarije U21 · Hongarije U20 · Hongarije U19 · Hongarije U18 · Hongarije U17 · Hongarije U16
1902 – 1919 · 
1920 – 1929 · 
1930 – 1939 · 
1940 – 1949 · 
1950 – 1959 · 
1960 – 1969 · 
1970 – 1979 · 
1980 – 1989 · 
1990 – 1999 · 
2000 – 2009 · 
2010 – 2019 ·
2020 − 2029
EK's:
1964 · 
1972 · 
2016 ·
2020 ·
2024
WK's:
1934 · 
1938 · 
1954 · 
1958 · 
1962 · 
1966 · 
1978 · 
1982 · 
1986
OS:
1912 · 
1924 · 
1936 · 
1952 · 
1960 · 
1964 · 
1968 · 
1972 · 
1996
1902 · 
1903 · 
1904 · 
1905 · 
1906 · 
1907 · 
1908 · 
1909 · 
1910 · 
1911 · 
1912 · 
1913 · 
1914 · 
1915 · 
1916 · 
1917 · 
1918 · 
1919 · 
1920 · 
1921 · 
1922 · 
1923 · 
1924 · 
1925 · 
1926 · 
1927 · 
1928 · 
1929 · 
1930 · 
1931 · 
1932 · 
1933 · 
1934 · 
1935 · 
1936 · 
1937 · 
1938 · 
1939 · 
1940 · 
1941 · 
1942 · 
1943 · 
1944 · 
1945 · 
1946 · 
1947 · 
1948 · 
1949 · 
1950 · 
1952 · 
1952 · 
1953 · 
1954 · 
1955 · 
1956 · 
1957 · 
1958 · 
1959 · 
1960 · 
1961 · 
1962 · 
1963 · 
1964 · 
1965 · 
1966 · 
1967 · 
1968 · 
1969 · 
1970 · 
1971 · 
1972 · 
1973 · 
1974 · 
1975 · 
1976 · 
1977 · 
1978 · 
1979 · 
1980 · 
1981 · 
1982 · 
1983 · 
1984 · 
1985 · 
1986 · 
1987 · 
1988 · 
1989 · 
1990 · 
1991 · 
1992 · 
1993 · 
1994 · 
1995 · 
1996 · 
1997 · 
1998 · 
1999 · 
2000 · 
2001 · 
2002 · 
2003 · 
2004 · 
2005 · 
2006 · 
2007 · 
2008 · 
2009 · 
2010 · 
2011 · 
2012 · 
2013 · 
2014 · 
2015 ·
2016 ·
2017 ·
2018 ·
2019 ·
2020 ·
2021 ·
2022 ·
2023 ·
2024
Albanië ·
Algerije ·
Andorra · 
Antigua en Barbuda ·
Argentinië ·
Armenië ·
Australië ·
Azerbeidzjan ·
België ·
Bohemen ·
Bolivia ·
Bosnië en Herzegovina ·
Brazilië ·
Bulgarije ·
Canada ·
Chili ·
China ·
Colombia ·
Costa Rica ·
Cyprus ·
Denemarken ·
DDR ·
Duitsland ·
Egypte ·
El Salvador ·
Engeland ·
Estland ·
Faeröer ·
Finland ·
Frankrijk ·
Georgië ·
Griekenland ·
Ierland ·
IJsland ·
India ·
Iran ·
Israël ·
Italië ·
Ivoorkust ·
Japan ·
Joegoslavië ·
Jordanië ·
Kazachstan · 
Koeweit ·
Kosovo · 
Kroatië ·
Letland ·
Libanon ·
Liechtenstein ·
Litouwen ·
Luxemburg ·
Malta ·
Mexico ·
Moldavië ·
Montenegro ·
Nederland ·
Nederlands-Indië ·
Nieuw-Zeeland ·
Noord-Ierland ·
Noord-Macedonië ·
Noorwegen ·
Oekraïne ·
Oostenrijk ·
Paraguay ·
Peru ·
Polen ·
Portugal ·
Qatar ·
Roemenië ·
Rusland ·
San Marino ·
Saoedi-Arabië ·
Schotland ·
Servië ·
Slovenië ·
Slowakije ·
Sovjet-Unie ·
Spanje ·
Tsjechië ·
Tsjecho-Slowakije ·
Turkije ·
Uruguay ·
Verenigde Arabische Emiraten ·
Verenigde Staten ·
Verenigd Koninkrijk ·
Wales ·
Wit-Rusland ·
Zuid-Korea ·
Zweden ·
Zwitserland
Brazilië (1954) · 
Duitsland (2021) ·
Frankrijk (2021) · 
IJsland (2016) · 
Italië (1938) · 
Oostenrijk (2016) · 
Portugal (2021) · 
West-Duitsland (1954, 2)